# العلاقات البلجيكية البيروية
العلاقات البلجيكية البيروفية هي العلاقات الثنائية التي تجمع بين بلجيكا وبيرو.

## مقارنة بين البلدين
هذه مقارنة عامة ومرجعية للدولتين:
| وجه المقارنة                                              | بلجيكا                                                                              | بيرو                                   |
| --------------------------------------------------------- | ----------------------------------------------------------------------------------- | -------------------------------------- |
| المساحة (كم2)                                             | 30.53 ألف                                                                           | 1.29 مليون                             |
| عدد السكان (نسمة)                                         | 11.37 مليون                                                                         | 32.16 مليون                            |
| الكثافة السكانية (ن./كم²)                                 | 372.42                                                                              | 24.93                                  |
| العاصمة                                                   | بروكسل                                                                              | ليما                                   |
| اللغة الرسمية                                             | اللغة الهولندية، لغة فرنسية، اللغة الألمانية                                        | اللغة الإسبانية، اللغة الأيمرية، كتشوا |
| العملة                                                    | يورو، فرنك بلجيكي                                                                   | سول بيروفي جديد                        |
| الناتج المحلي الإجمالي (بليون دولار)                      | 492.68 مليار                                                                        | 211.39 مليار                           |
| الناتج المحلي الإجمالي (تعادل القوة الشرائية) بليون دولار | 514.74 مليار                                                                        | 393.13 مليار                           |
| الناتج المحلي الإجمالي الاسمي للفرد دولار أمريكي          | 40.32 ألف                                                                           | 6.03 ألف                               |
| الناتج المحلي الإجمالي للفرد دولار أمريكي                 | 43.44 ألف                                                                           | 11.99 ألف                              |
| مؤشر التنمية البشرية                                      | 0.890                                                                               | 0.740                                  |
| رمز المكالمات الدولي                                      | +32                                                                                 | +51                                    |
| رمز الإنترنت                                              | .be                                                                                 | .pe                                    |
| المنطقة الزمنية                                           | توقيت وسط أوروبا، ت ع م+01:00، ت ع م+02:00، توقيت وسط أوروبا الصيفي، أوروبا/بروكسل ‏ | توقيت بيرو، 00                         |

## مدن متوأمة
في ما يلي قائمة باتفاقيات التوأمة بين مدن بلجيكية وبيروفية:
- ترتبط آرلون مع سولانا، بيرو باتفاقية توأمة.

## منظمات دولية مشتركة
يشترك البلدان في عضوية مجموعة من المنظمات الدولية، منها:
| علم المنظمة | اسم المنظمة                               | تاريخ انضمام بلجيكا | تاريخ انضمام بيرو |
| ----------- | ----------------------------------------- | ------------------- | ----------------- |
|             | الاتحاد البريدي العالمي                   | ?                   | ?                 |
|             | مؤسسة التنمية الدولية                     | 2 يوليو 1964        | 30 أغسطس 1961     |
|             | منظمة حظر الأسلحة الكيميائية              | ?                   | ?                 |
|             | منظمة التجارة العالمية                    | ?                   | ?                 |
|             | الأمم المتحدة                             | 27 ديسمبر 1945      | 31 أكتوبر 1945    |
|             | وكالة ضمان الاستثمار متعدد الأطراف        | 18 سبتمبر 1992      | 2 ديسمبر 1991     |
|             | منظمة الشرطة الجنائية الدولية             | ?                   | ?                 |
|             | مؤسسة التمويل الدولية                     | 27 ديسمبر 1956      | 20 يوليو 1956     |
|             | المنظمة الهيدروغرافية الدولية             | ?                   | ?                 |
|             | الاتحاد الدولي للاتصالات                  | 1866                | 12 يوليو 1915     |
|             | البنك الدولي للإنشاء والتعمير             | 27 ديسمبر 1945      | 31 ديسمبر 1945    |
|             | الفريق المعني برصد الأرض                  | ?                   | ?                 |
|             | المركز الدولي لتسوية المنازعات الاستشارية | 26 سبتمبر 1970      | 8 سبتمبر 1993     |
|             | يونسكو                                    | 29 نوفمبر 1946      | 21 نوفمبر 1946    |

## أعلام
هذه قائمة لبعض الشخصيات التي تربطها علاقات بالبلدين:
- أندريه لوتيرير (سائق سيارة سباق ألماني، 19 نوفمبر 1981 – )
- إليان كارب (24 سبتمبر 1953 – )

## وصلات خارجية
- موقع وزارة الخارجية البلجيكية